# Xã Lexington, Quận Johnson, Kansas
Xã Lexington (tiếng Anh: Lexington Township) là một xã thuộc quận Johnson, tiểu bang Kansas, Hoa Kỳ. Năm 2010, dân số của xã này là 1.312 người.